# Entodon truncorum
Entodon truncorum là một loài rêu trong họ Entodontaceae. Loài này được Mitt. mô tả khoa học đầu tiên năm 1867.